# Ивонич-Здруй (гмина)
Ивонич-Здруй (пол. Iwonicz-Zdrój) — городско-сельская гмина (волость) в Польше, входит как административная единица в Кросненский повет, Подкарпатское воеводство. Население — 10 905 человек (на 2004 год).

## Демография
| Перепись                       | Всего   | Всего | Женщины | Женщины | Мужчины | Мужчины |
| ------------------------------ | ------- | ----- | ------- | ------- | ------- | ------- |
| Единицы                        | человек | %     | человек | %       | человек | %       |
| Население                      | 10 905  | 100   | 5 526   | 50,7    | 5 379   | 49,3    |
| Плотность населения (чел./км²) | 239,7   | 239,7 | 121,5   | 121,5   | 118,2   | 118,2   |

## Сельские округа
1. Ивонич
2. Любатова
3. Любатувка

## Соседние гмины
1. Гмина Дукля
2. Гмина Мейсце-Пястове
3. Гмина Рыманув